# ريتشي كيهو
ريتشي كيهو (بالإنجليزية: Richie Kehoe)‏ هو لاعب قذف أيرلندي، ولد في 9 مارس 1986 في ويكسفورد في جمهورية أيرلندا.